# Sanlúcar de Barrameda (kommun)
Sanlúcar de Barrameda är en kommun i Spanien.   Den ligger i provinsen Provincia de Cádiz och regionen Andalusien, i den sydvästra delen av landet, 500 km sydväst om huvudstaden Madrid. Antalet invånare är 67 308.